# مورینو، پلاو
مورینو (به لاتین: Murino) یک منطقهٔ مسکونی در مونته‌نگرو است که در شهرداری پلاو واقع شده‌است. مورینو ۴۶۲ نفر جمعیت دارد.